# Tàu điện ngầm Santiago
Tàu điện ngầm Santiago (tiếng Tây Ban Nha: Metro de Santiago) là mạng lưới tàu điện ngầm phục vụ thành phố Santiago, Chile. Nó hiện có bảy tuyến, 136 trạm và 140 km (87,0 mi) tuyến đường doanh thu. Dịch vụ này được quản lý bởi Metro S.A. và là hệ thống đầu tiên trong bốn hệ thống đường sắt đô thị ở Chile, cùng với Biotrén của Concepción (1999), Merval of Valparaíso (2005) và dịch vụ Metrotrén liên đô thị (2017).
Tàu điện ngầm Santiago chở khoảng 2,5 triệu hành khách mỗi ngày. Con số này thể hiện sự gia tăng hơn một triệu hành khách mỗi ngày so với năm 2007, khi dự án Transantiago đầy tham vọng được triển khai, trong đó tàu điện ngầm đóng vai trò quan trọng trong hệ thống giao thông công cộng phục vụ thành phố. Đỉnh hành khách cao nhất của nó đã đạt được vào ngày 31 tháng 10 năm 2012, đạt 2.780.666 hành khách.